# وسيم أكرم
وسيم أكرم هو لاعب كريكت باكستاني، ومعلق رياضي على مباريات الكريكت، وشخصية تلفزيونية. ولد في يوم 3 يونيو 1966 في مدينة لاهور في إقليم البنجاب في باكستان، يعتبر من أفضل لاعبي الكريكت الذين لعبوا لمنتخب باكستان الوطني للكريكت.

## روابط خارجية
- وسيم أكرم على موقع إي آس بي آن كريك إنفو (الإنجليزية)